# Miaodao

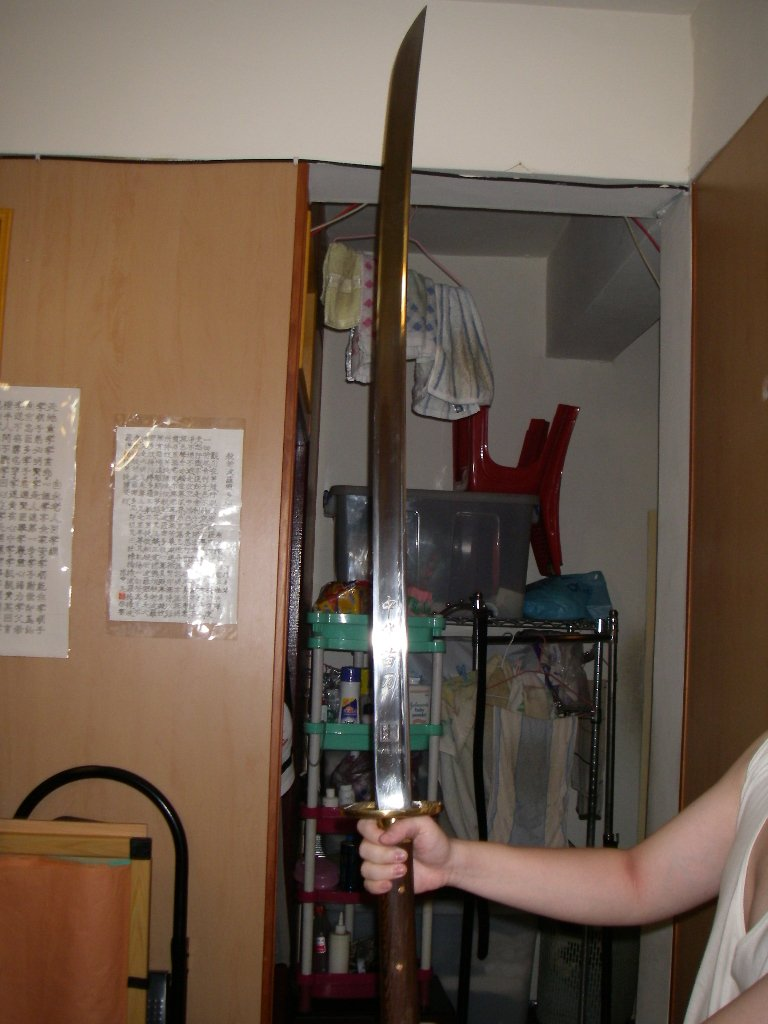
Un miaodao.

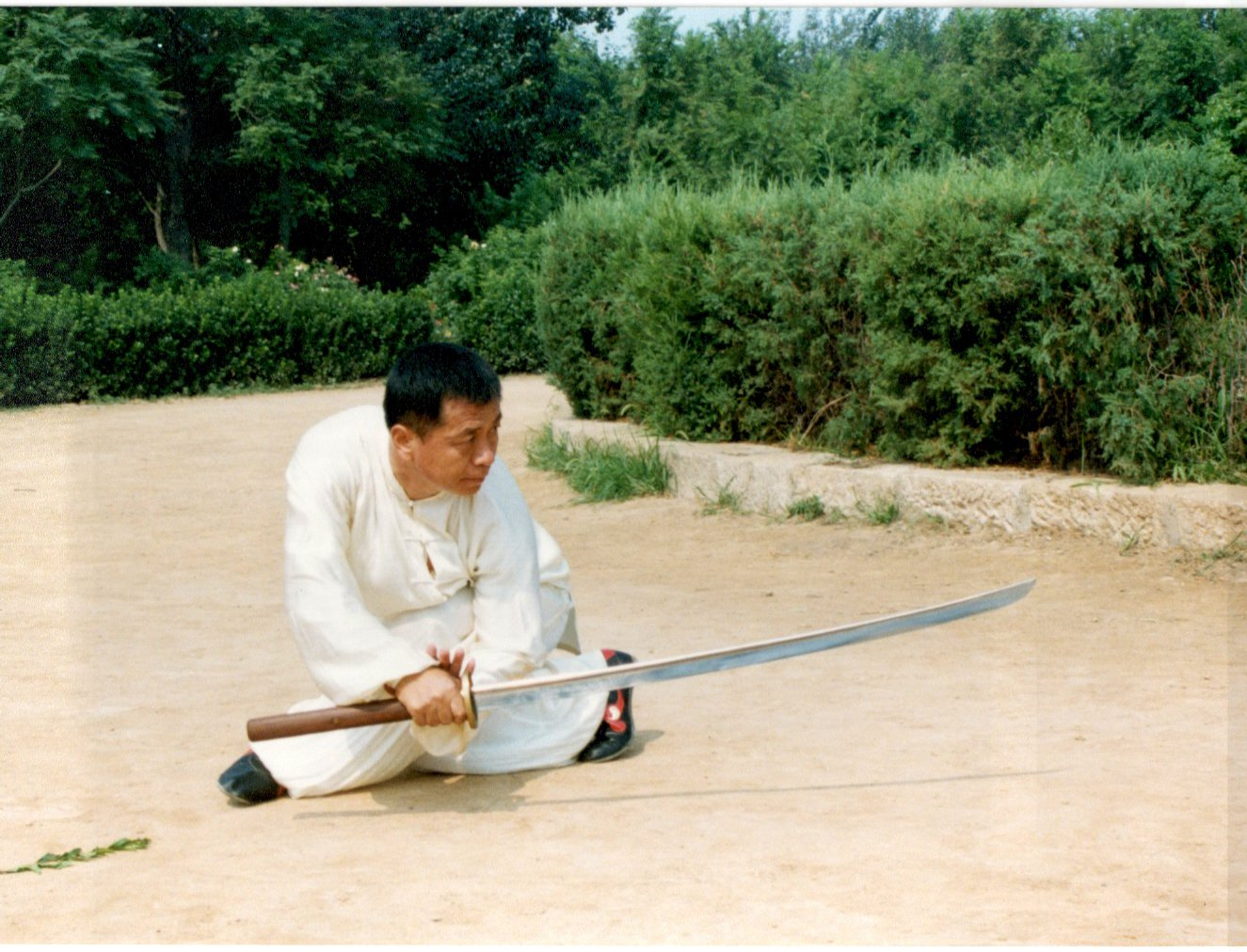
Manipulation d'un miaodao.

Le miaodao (苗刀) est un dao (sabre) chinois à deux mains de l'époque républicaine, avec une lame étroite, une longue poignée et une longueur totale de 1,2 mètre ou plus.
Le nom signifie « sabre de pousse », faisant vraisemblablement référence à une ressemblance entre l'arme et une plante nouvellement germée. Sa première référence, dans Sabre unique de défense de Jin Yiming , établit un lien entre le miaodao et le wodao (en) de l'époque Qing, tout en mentionnant également les versions à une et deux mains du miaodao, suggérant que le nom décrit à l'origine uniquement sa forme, sans aucune connotation de taille. Tandis que le miaodao est une arme récente, le nom en est venu à être appliqué à une variété de sabres longs chinois antérieurs, tels que le zhanmadao et le changdao (en). Avec les dadao, les miaodao sont utilisés par certaines troupes chinoises pendant la seconde guerre sino-japonaise.
Bien que le miaodao est rarement pratiqué dans les arts martiaux chinois modernes, certaines écoles de Pi Gua Quan, Tong bei quan (dans la lignée Guo Changsheng) et Xingyi quan s'entraînent à l'arme. On prétend aussi souvent à tort que le miaodao était l'une des armes enseignées à l'académie militaire centrale de Nankin mais l'arme en question était en fait un sabre d'officier de style européen, bien que certaines écoles ultérieures aient pu baser des techniques de miaodao sur cette forme.
La syllabe « miao » du miaodao ne doit pas être relié avec l'ethnie Miao, qui n'a pas de rapports avec cette arme.